# جزیره کندی (مالزی)
جزیره کندی (انگلیسی: Kendi Island) یک جزیره بسیار کوچک در ناحیه جنوب غربی جزیره پنانگ، ایالت پنانگ، مالزی است که دور از ساحل جنوبی جزیره پنانگ واقع شده است. این جزیره که در فاصله ای بیش از ۳٫۴ کیلومتر (۲٫۱ مایل) از رأس جنوب غربی جزیره پنانگ قرار دارد، صخره ای و فاقد سکنه بوده که اغلب ماهیگیران در آن رفت و آمد می‌کنند. به جز چند قطعه زمین باریک در لب ساحل، زمین‌های کنار ساحل جزیره بسیار ناهموار است.